# 戸塚慶文
戸塚 慶文（とづか よしふみ、1989年8月5日 - ）は、日本の漫画家。
2013年に集英社の第78回JUMPトレジャー新人漫画賞準入選を受賞。『週刊少年ジャンプ』2020年8号より2025年9号まで『アンデッドアンラック』を連載。

## 来歴
2013年、24歳のときに『宇宙観光シーアーク』で第78回トレジャー新人漫画賞準入選を受賞（審査員：古舘春一）。『週刊少年ジャンプ』2019年9号に読切『アンデッド＋アンラック』が掲載、2020年8号から2025年9号まで『アンデッドアンラック』のタイトルで連載していた。
幼いころから『ジャンプ』を愛読し、高校時代から編集部に持ち込みをしていた。受賞後はなかなか殻を破れず悩んだ時期もあるが、30歳を過ぎてから『アンデッドアンラック』で初の連載を勝ち取る。同作品は出し惜しみ一切なしのスタートダッシュで読者の話題を集めた。
『ダ・ヴィンチ』誌のインタビューによれば、長年の読者だった経験を活かして『ジャンプ』における生存戦略を計算し、ほかの作品に埋もれないようにスピード感を高めて各話の密度を上げていったという。また、「つらい境遇の人も、みんな肯定したいという思いでこの作品を描いています」とコメントしている。
2021年、TBS系列番組『カバン持ちさせてください！』にて声のみ出演。仕事場が公開された他、柴田英嗣（アンタッチャブル）にモザイクトーンの処理やアオリの考案を任せる様子が放送された。
2022年、david production制作による『アンデッドアンラック』のTVアニメ化が発表される。
2023年、TVアニメ放送に伴いアメリカ最大級のアニメイベント『Anime NYC』にパネル登壇。自身初の海外出張となり、ライブドローイングや質疑応答、プレゼント大会などを通して現地ファンとの交流を行った。アニメは同年10月から2024年3月まで放送された。

## 人物
趣味・特技は遊☆戯☆王オフィシャルカードゲームと格ゲー。 ストリートファイターVでは是空を使っている。ストリートファイター6の発売後はキンバリーでランクマッチに挑戦する旨を宣言し、短期間でマスターに到達した。なお連載用の没企画として格ゲー漫画を制作したことがあり、いつかリベンジしたいと語っている。
好きな漫画作品は『HUNTER×HUNTER』。「このマンガがすごい！2022」誌上にて〝心の奥底にいつもあるマンガ〟として選んでいる。加えて同誌の設問のうちの〝一晩中語れるマンガ〟には『DRAGON BALL』を、〝わたしの「このマンガがすごい！2022」〟には『ゲーミングお嬢様』を挙げ、3作品をそれぞれ紹介した。
アニメ作品ではガンダムシリーズ（後述）と『疾風!アイアンリーガー』。加えて東映版『遊☆戯☆王』の劇場版の配信を希望している。
ゲーム作品では格闘ゲーム以外に『グレイトバトル』シリーズと『クラッシュ・ロワイヤル』を挙げている。『クラロワ』に関しては作業に煮詰まった時や入浴時などに行う他、暇があればプレイしている。
「機動戦士ガンダム」シリーズのファンであり、好きなガンダム作品ベスト3にSDガンダム、逆襲のシャア、F91を挙げている。連載を開始してから半年ほど経過したころにずっと欲しかったSDガンダムのDVDBOXを購入し作業中ずっと流していることを報告したほか、めぐりあい宇宙と逆襲のシャア、閃光のハサウェイなども繰り返し視聴している。初代担当編集の本田佑行からSDX騎士アレックスをプレゼントされた際は「アルガス揃える！」と意気込んでおり、翌年にはナイトガンダムとサタンガンダムを催促していた。戸塚の作品内部にもガンダムからの影響が見られる設定や小ネタが存在する。

## 作品リスト
- 宇宙観光シーアーク（『ジャンプNEXT!!』2014 vol.2） - 第78回JUMPトレジャー新人漫画賞準入選。
- 超重課金バンガード（『ジャンプNEXT!!』2015 vol.6）
- アンデッド＋アンラック（『週刊少年ジャンプ』2019年9号）
- 『アンデッドアンラック』集英社〈ジャンプ コミックス〉全27巻（『週刊少年ジャンプ』2020年8号 - 2025年9号）